# Levy Mwanawasa
Levy Patrick Mwanawasa (Mufulira, 3 september 1948 –  Clamart, 19 augustus 2008) was de derde president van Zambia.

## Loopbaan
Mwanawasa studeerde rechten aan de University of Zambia en was vanaf 1974 werkzaam als advocaat. In 1978 zette hij zijn eigen advocatenkantoor op. Hij was in 1985 voor één jaar Solicitor General of the Republic of Zambia.
In 1991 benoemde president Frederick Chiluba hem als vicepresident, een positie die hij tot 1994 zou bekleden alvorens af te treden naar aanleiding van de, in zijn ogen, corruptie van de regering. In 2001 won hij als kandidaat voor de partij Movement for Multiparty Democracy de presidentsverkiezingen waarna hij op 2 januari 2002 werd ingezworen. Zijn verkiezingsoverwinning was echter omstreden en delen van de oppositie beweerden dat er wijdverspreide verkiezingsfraude is gepleegd.
In 2005 liet hij zich ten overstaan van talrijke personen uit het openbaar bestuur in de baptistenkerk van de Zambiaanse hoofdstad Lusaka dopen.
Mwanawasa verwierp als enige leider in zuidelijk Afrika de frauduleuze herverkiezing van Robert Mugabe in het buurland Zimbabwe in 2008. Terwijl zijn collega's de dictator bleven steunen, noemde hij het bewind in Zimbabwe "een zinkende Titanic". Kort na zijn aankomst in Egypte voor een topconferentie over deze crisis werd hij op 30 juni 2008 getroffen door een beroerte. Hij werd overgebracht naar het militair hospitaal van Parijs.
Vicepresident Rupiah Banda (* 1937) werd zijn opvolger, in eerste instantie als waarnemend president. 
Mwanawasa overleed op 19 augustus op 59-jarige leeftijd.
Kenneth Kaunda · Frederick Chiluba · Levy Mwanawasa · Rupiah Banda · Michael Sata · Guy Scott (waarnemend)  · Edgar Lungu · Hakainde Hichilema